# 男なら (軍歌)

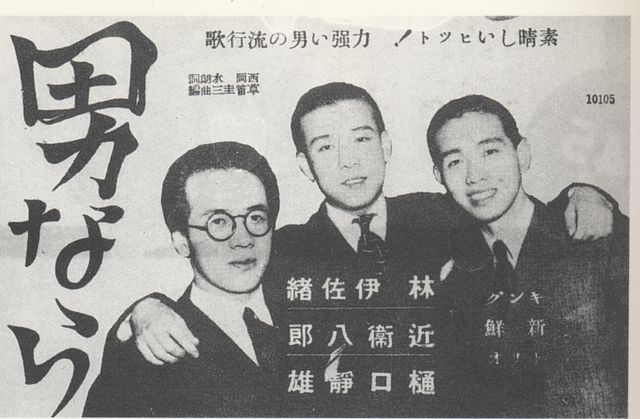
男なら宣伝用ポスター

男なら（おとこなら）は、1937年（昭和12年）4月にキングレコードから発売された軍歌、戦時歌謡。吹き込み歌手は、林伊佐緒、樋口静雄、近衛八郎である。作詞は西岡水朗、作曲は草笛圭三。

## 民謡「男なら」との関係
当時、山口県萩市とその周辺で謡われている民謡「男なら」が音丸のレコードで全国的に有名になっていたが、それに目を付けて新しく作られた歌である。ただし曲・歌詞ともに民謡「男なら」とは全く別のものであり、民謡「男なら」が元歌というわけではない。また「男なら」の意味も全く異なり、民謡の歌詞は「私は女だがもしも男であったなら」であり、この歌の歌詞は「男であるからには」の意味である。

## リバイバル
後年、戦時色のある歌詞を改変して和田弘とマヒナスターズが歌い、こちらもヒットした。また、水原弘もカバーしている。
昭和30年代から昭和40年代初頭までのリバイバルブームで、例えば島倉千代子が「新妻鏡」（オリジナルは霧島昇と二葉あき子）をカバーしたり、フランク永井が「君恋し」をカバーしたりしたが、この歌も同じである。高倉健も歌詞を一部変更して歌っている。
2009年、鮫島琉星による新たな歌詞をつけた「男なら〜平成節」を英二郎&クロス合唱団が歌い、シングル「三つで五百円〜望郷編」のカップリングに収録した。2010年6月29日付のレコチョク演歌・歌謡曲チャート、2010年6月30日付のUSEN調べによる有線リクエストチャートの演歌・歌謡曲部門で1位を獲得した。2011年には、西方裕之がカバーし、レコチョクの着うたランキング・演歌部門で1位を獲得した。同年には、栗田けんじも「男なら〜平成節」をカバーしている。
佐野史郎の主演テレビドラマ『誰にも言えない』の台詞にも歌の一節が使われている。